# Apfelberg
Apfelberg est une ancienne commune d'Autriche qui fait partie de la ville de Knittelfeld depuis le 1er janvier 2015, dans le district de Murtal, en Styrie.